# Platycarya strobilacea
Platycarya strobilacea är en valnötsväxtart som beskrevs av Sieb. och Zucc. Platycarya strobilacea ingår i släktet Platycarya och familjen valnötsväxter. Inga underarter finns listade i Catalogue of Life.

## Bildgalleri

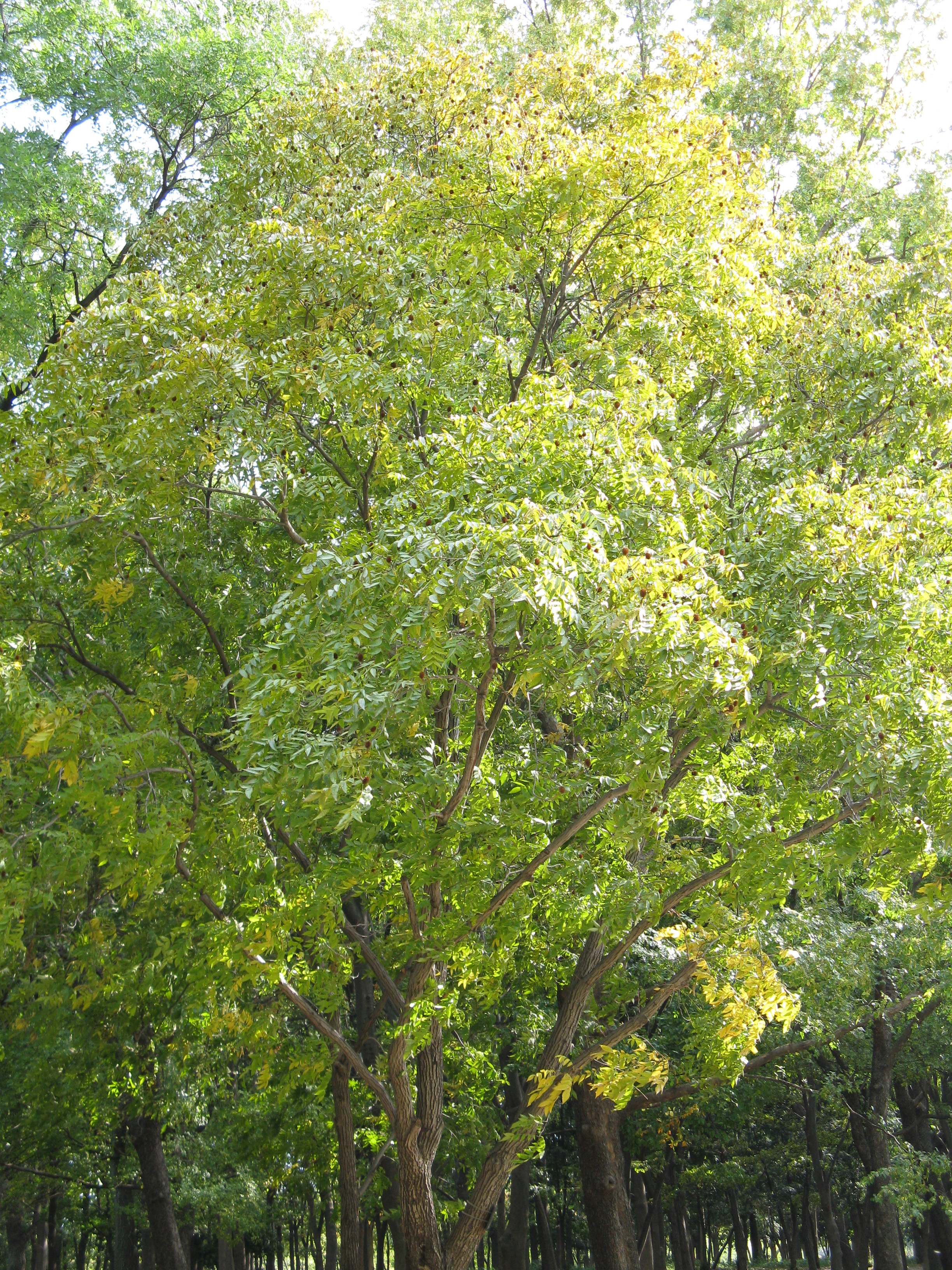
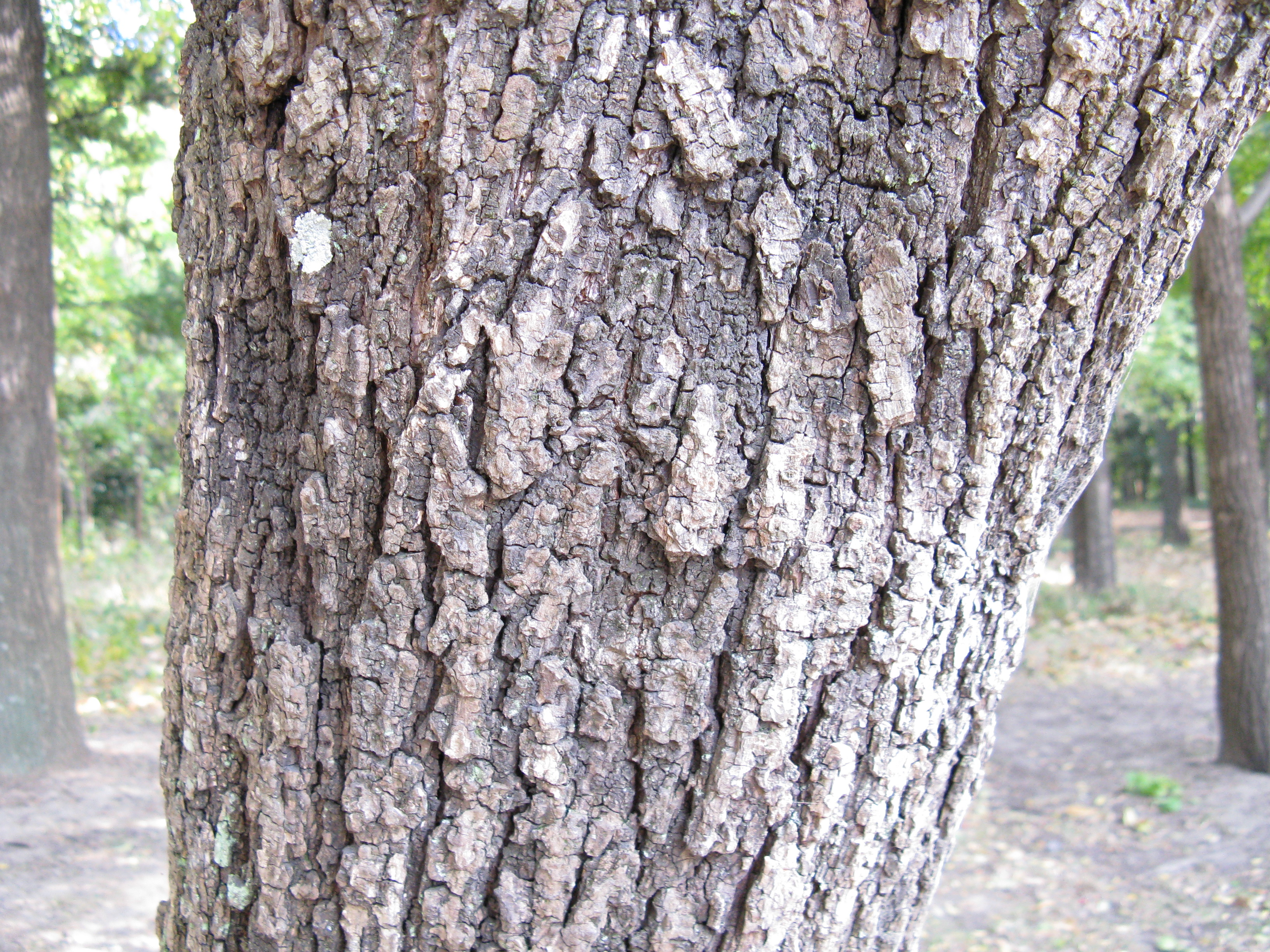